# Общество Тквибульских каменноугольных копей и брикетного производства

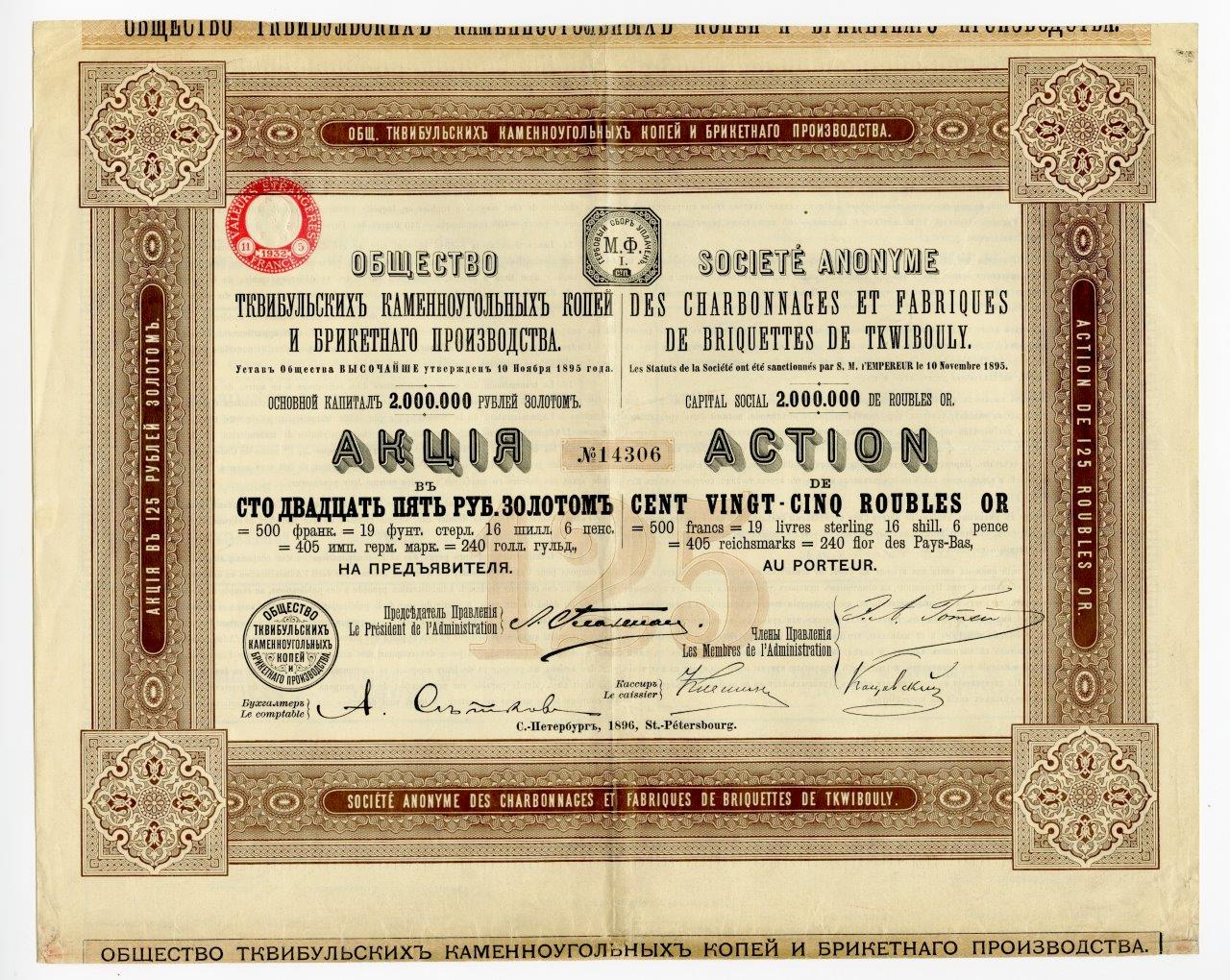
Акция в 125 руб. золотом на предъявителя Общества Тквибульских каменноугольных копей и брикетного производства с основным капиталом в 2 млн. руб. золотом. С.-Петербург, 1896 г.

Акционерное Общество Тквибульских каменноугольных копей и брикетного производства было зарегистрировано в Санкт-Петербурге в 1895 г. с целью, как явствует из Устава, "разработки находящегося в Кутаисской губернии и уезде каменноугольных месторождений и залежей других руд и полезных ископаемых, принадлежащих Тайному советнику Н. А. Новосельскому, а также для производства кокса, брикетов, для обработки руд с целью извлечения из них металлов, а равно для эксплуатации фабрик и заводов, обрабатывающих продукты руд и земель, и вообще для производства всех относящихся к этим торгово-промышленным операциям действий..."

В Указе «Об утверждении устава Общества Тквибульских каменноугольных копей и брикетного производства» сказано: 
Государь Император, по положению Комитета Министров, Высочайше повелеть соизволил разрешить Действительному Статскому Советнику Ивану Васильевичу Друри, французскому гражданину, инженеру Эмилю Андреевичу Готэй и инденеру, Подпоручику в отставке, Василию Яковлевичу Евдокимову учредить акционерное Общество, под наименованием: «Общество Тквибульских каменноугольных копей и брикетного производства», на основании устава, удостоенного Высочайшего рассмотрения и утверждения в Царском Селе в 10 день ноября 1895 года.
Ткибули-Ашерское месторождение каменного угля близ селения Тквибули (ныне г. Ткибули республики Грузия) открыто в середине XIX в., однако промышленная разработка угольных залежей началась лишь в 1897 г., когда была построена  Тквибульская  железная дорога, соединившая  копи  с Кутаисом. Каменный уголь месторождения находился в отложениях юрской системы и залегал в виде нескольких слоев, разделенных сланцевой глиной, что отражалось на качестве продукта и делало сбыт данного полезного ископаемого затруднительным. Тем не менее, по некоторым данным, в 1897 г. на руднике было добыто 1288000 пудов (21 100 т.) "черного золота".